# Māhīzān-e Soflá
Māhīzān-e Soflá (persiska: ماهیزان سفلی) är en ort i Iran.   Den ligger i provinsen Ilam, i den västra delen av landet, 500 km sydväst om huvudstaden Teheran. Māhīzān-e Soflá ligger 924 meter över havet och antalet invånare är 270.
Terrängen runt Māhīzān-e Soflá är varierad.Runt Māhīzān-e Soflá är det ganska tätbefolkat, med 52 invånare per kvadratkilometer. Närmaste större samhälle är Shāhzādeh Moḩammad, 9,6 km öster om Māhīzān-e Soflá. Omgivningarna runt Māhīzān-e Soflá är i huvudsak ett öppet busklandskap.